# Олару, Дан
Дан Ола́ру (рум. Dan Olaru, род. 11 ноября 1996, Кишинёв, Молдавия) — молдавский лучник. Участник летних Олимпийских игр 2012 года, чемпион Европы 2016 года, серебряный призёр чемпионата Европы 2018 года, серебряный призёр чемпионата Европы в помещении 2017 года.

## Биография
Дан Олару родился 11 ноября 1996 года в Кишинёве.
В 2012 году вошёл в состав сборной Молдавии на летних Олимпийских играх в Лондоне. В индивидуальных соревнованиях в 1/16 финала победил Саймона Терри из Великобритании — 7:1, в 1/8 финала проиграл Ким Бопмину из Южной Кореи — 1:7. Был знаменосцем сборной Молдавии на церемонии открытия Олимпиады.
В 2015 году вошёл в состав сборной Молдавии на Европейских играх в Баку. В индивидуальных соревнованиях в 1/32 финала проиграл Рафалу Войтковяку из Польши — 5:6. В миксте вместе с Александрой Мырка не преодолел квалификацию, заняв 18-е место.
В 2016 году завоевал золотую медаль чемпионата Европы в Ноттингеме, победив в паре с Александрой Мырка в миксте в стрельбе из классического лука.
В том же году завоевал серебряную медаль чемпионата мира в помещении в Анкаре в индивидуальном юниорском турнире.
В 2017 году стал серебряным призёром чемпионата Европы в помещении в Виттеле в индивидуальном первенстве.
В 2018 году завоевал серебряную медаль чемпионата Европы в Легнице в индивидуальном первенстве.
В 2019 году вошёл в состав сборной Молдавии на Европейских играх в Минске. В индивидуальных соревнованиях в 1/16 финала выиграл у Жоэ Клена из Люксембурга — 6:0, в 1/8 финала у Шефа ван ден Берга из Нидерландов — 6:5, в 1/4 финала проиграл Пабло Аче из Испании — 2:6. В миксте Олару и Александра Мырка в 1/16 финала выиграли Флориана Фабера и Илианы Дейнеко из Швейцарии — 6:0, в 1/8 финала проиграли Кириллу Фирсову и Карине Козловской из Белоруссии — 2:6.